# Arcos de la Polvorosa
Arcos de la Polvorosa – gmina w Hiszpanii, w prowincji Zamora, w Kastylii i León, o powierzchni 12,24 km². W 2011 roku gmina liczyła 259 mieszkańców.